# Aleksandra Wencel
Aleksandra Małgorzata Wencel – polska matematyk, doktor habilitowany nauk matematycznych, adiunkt Uniwersytetu Wrocławskiego, specjalistka od algebry oraz teorii modeli.

## Kariera naukowa
W 1998 roku na Uniwersytecie Wrocławskim uzyskała tytuł magistra matematyki. W 2002 roku na Wydziale Matematyki i Informatyki tej samej uczelni uzyskała stopień doktora nauk matematycznych w zakresie matematyki na podstawie rozprawy pt. Struktury o-minimalne uporządkowane boolowsko, której promotorem był prof. Ludomir Newelski. W tym samym roku została zatrudniona na tejże uczelni, a w 2013 roku uzyskała na jej Wydziale Matematyki i Informatyki stopień doktora habilitowanego nauk matematycznych w dyscyplinie matematyki na podstawie pracy pt. Własności zbiorów definiowalnych w strukturach słabo o-minimalnych.